# Honda NTV 650
La NTV 650 Revere est un modèle de motocyclette du constructeur japonais Honda.

## Présentation
La NTV 650 Revere est un mélange de la VT 500 E et de l'Africa Twin avec toutefois une partie cycle entièrement nouvelle. L'apparition de l'Africa Twin mais surtout de son moteur bicylindre en V de 650 cm³ directement dérivé du moteur 600 cm³ de la Transalp, permet à Honda, avec son nouveau modèle, la NTV 650, de se repositionner dans un marché qui depuis les CX 650 E avait été délaissé. La VT 500 E a en partie comblé pendant cinq années le trou laissé dans cette part de marché. Le manque de puissance et de couple de cette machine ne réussirent pourtant pas à faire oublier la CX.
Honda vise une moto simple et robuste, pouvant réaliser un nombre important de kilomètres et facile d'entretien. En partant de ces critères, Honda étudie une moto offrant tout le confort et l'aptitude aux moyens parcours, équipée d'une transmission par cardan. Honda a, de plus, amplifié ces critères en donnant à la NTV des lignes et un design qui tout en étant au goût du jour restent simples.
La motorisation n'est autre que l'association d'un bas moteur de la VT 500 E équipé de sa transmission par cardan et du haut moteur (distribution, culasses, cylindres et pistons) de l'Africa Twin. En effet, le moteur de la NTV 650 ne peut pas être entièrement repris de l'Africa Twin du fait de pignon d'attaque du couple conique de sortie de boîte traversant de part en part le carter-moteur. On notera sur ce modèle, pourtant sorti en même temps que l'Africa Twin, un nouvel allumage du type TCI Digital en lieu et place du désormais classique CDI.
Partie cycle, Honda joue la nouveauté, en faisant grandement appel à l'assistance par ordinateur pour la création de nombreux composants. La NTV reçoit un cadre apparent à double épine dorsale (le moteur entrant dans la rigidité de la moto) réalisé en tube d'acier de section hexagonale. La suspension reste classique à l'avant, avec une fourche hydraulique de gros diamètre 41 mm. Par contre, la suspension arrière fait appel au mono-bras oscillant baptisé Pro-Arm par Honda. Si ce bras oscillant n'est plus une nouveauté en soi, la NTV 650 est l'un des premiers modèles de grande série Honda à le recevoir. L'amortisseur de la NTV évoluera au fil des années puisque d'un simple amortisseur avec réglage du tarage du ressort par bague à cames, on passera à un amortisseur avec système de tarage du ressort hydraulique avec molette fixée au cadre. Pour finir, cet amortisseur recevra un dispositif de réglage de la force d'amortissement à la détente par une vis située à la base de l'amortisseur. Le freinage reste lui aussi simple avec un étrier de frein à chaque roue. À l'avant, l'étrier flottant à double piston juxtaposé est installé sur un disque de 316 mm, tandis que l'étrier flottant simple piston monté sur la roue arrière reçoit un disque de 276 mm, système de freinage qui évoluera ensuite avec le modèle de 1993.
Côté esthétique, la sobriété est de rigueur, les lignes de la moto font plus appel au fonctionnel qu'au design pur, une véritable moto de base en soi. Dès 1998, la Deauville va remplacer la NTV Revere.

## Modèles européens
| Année    | Code | No série moteur       | No série cadre        |
| -------- | ---- | --------------------- | --------------------- |
| 88       | J    | 2 000 048 à 2 002 777 | 2 000 038 à 2 002 754 |
| 89 et 90 | K    | 2 100 020 à 2 101 277 | 2 100 012 à 2 100 933 |
| 91 et 92 | M    | 2 300 586 à 2 3** *** | 2 300 390 à 2 3** *** |
| 93 et 94 | P    | 2 400 000 à 2 4** *** | 2 400 000 à 2 4** *** |
| 95 et 96 | S    |                       |                       |
| 97       | V    |                       |                       |

- La NTV 650 modèle J (1988):

La première version de la NTV 650 est présentée au public au mois d'octobre 1987 durant le 74e Salon de la Moto de Paris. Au mois d'avril 1988 la NTV modèle RC 33 no 2 000 001 est homologuée aux services des Mines. Sa commercialisation débute au mois de mai suivant. Trois coloris sont alors disponibles : blanc, gris métal et bleu foncé. Elle valait alors 39 829  F (env. 6 072 €).
- La NTV 650 modèle K (1989):

La commercialisation de ce nouveau modèle se fera sur 1989 et 1990. Les modifications concernent la vis de richesse du carburateur, le pignon d'entraînement, le volume d'huile de fourche, l'amortisseur arrière, le disque de frein avant et la hauteur de selle supérieure. Les coloris ainsi que l'esthétique de la machine restent inchangés.
- La NTV 650 modèle M (1991):

Comme le modèle précédent, la commercialisation de cette version se fera sur deux années (1991 et 1992). La modification des trois premiers rapports de boîte de vitesses entraîne un nouveau passage aux Mines de cette machine, le 20 novembre 1990. Les autres modifications concernent les gicleurs de carburateur, le réglage de la vis de richesse, de nouveaux disques d'embrayage, de nouveaux pignons de boîte pour les trois premiers rapports, le point d'avance initial, le circuit de graissage, de nouveaux paliers supérieurs d'arbres à cames (identiques à ceux de la version 750 cm³ de l'Africa Twin), le circuit de protection par fusibles, une nouvelle pompe à carburant.
Côté esthétique, on notera un certain nombre de modifications : les jantes de couleur aluminium sont maintenant peintes en blanc, la roue avant reçoit un nouveau dessin de disque, le moteur devient entièrement gris, les tuyaux d'échappement sont de couleur or. Si les coloris restent identiques, on notera l'apparition de filets de couleur sur le réservoir ainsi que sur les différents caches. Le sigle « Revere » apparaît en lieu et place du sigle "Honda" sur le réservoir. Le sigle de la marque se retrouve sous le « Revere ».
- La NTV 650 modèle P (1993):

Ce nouveau modèle sera commercialisé aussi en 1994. Les modifications touchent la fourche, le système de freinage avant, l'alternateur et le redresseur-régulateur, la garde au sol, le guidon (guidon classique au lieu des deux demi-bracelets), la standardisation des différents témoins lumineux, les circuits de protection par fusibles.
Côté esthétique, on remarquera les nouvelles jantes de couleur grise, le moteur émaillé de coloris noir, les tubes d'échappement à nouveau de couleur inox, le nouvel ensemble compteur/compte-tours, les nouveaux coloris, le remplacement du sigle « Revere » par le sigle « NTV ».
- La NTV 650 modèle S (1995):

- La NTV 650 modèle V (1997):

Dernier modèle de la NTV 650